# Wendy Hogg
Wendy Hogg (Canadá, 15 de septiembre de 1956) es una nadadora canadiense retirada especializada en pruebas de estilo libre y estilo mariposa, donde consiguió ser medallista de bronce olímpica en 1976 en los 4 x 100 metros estilos.

## Carrera deportiva
En el Campeonato Mundial de Natación de 1973 celebrado en Belgrado ganó el bronce en los 100 metros estilo espalda, tras la alemana Ulrike Richter y la estadounidense Melissa Belote; tres años después, en los Juegos Olímpicos de Montreal 1976 ganó la medalla de bronce en los 4 x 100 metros estilos (nadando el largo de mariposa), con un tiempo de 4:15.22 segundos, tras Alemania Oriental (Oro) y Estados Unidos (plata), siendo sus compañeras de equipo las nadadoras: Susan Sloan, Robin Corsiglia y Anne Jardin.